# Memorial Cup 1927
Der Memorial Cup 1927 war die neunte Austragung des gleichnamigen Turniers. Teilnehmende Mannschaften waren als Meister ihrer jeweiligen Ligen die Owen Sound Greys (Ontario Hockey Association) und die Port Arthur West Ends (Thunder Bay Junior Hockey League). Der Modus sah eine Best-of-Three-Serie vor. Das Turnier wurde in Toronto ausgetragen.
Die Owen Sound Greys gewannen nach zwei Partien nach 1924 ihren zweiten und letzten Memorial Cup. Die Greys waren die erste Mannschaft, die den Pokal zum zweiten Mal gewinnen konnte. Schiedsrichter beider Spiele war Lou Marsh, einem kanadischen Sportler, Schiedsrichter und Journalisten, nach dem die Lou Marsh Trophy benannt ist, die seit 1936 jährlich an Kanadas besten Sportler vergeben wird.

## Ergebnisse
Im ersten Spiel der Serie ging Owen Sound nach einem Tor von Harold „Shrimp“ McDougall im ersten Drittel in Führung. Im zweiten Spielabschnitt traf Cliff Barton früh zum 1:1-Ausgleich, ehe Hillis „Paddy“ Paddon die Greys erneut in Führung schoss. Jack McKay traf danach für Port Arthur zum Ausgleich. Im letzten Spieldrittel traf Owen Sounds Martin Lauder doppelt. Die Spieler Cross und Edward Monohan trafen daraufhin zum erneuten Ausgleich, ehe Lauder mit seinem dritten Treffer der Partie den Sieg für die Owen Sound Greys perfekt machte.
| 25. März 1927 | Owen Sound Greys | 5:4 (1:0, 1:2, 3:2) | Port Arthur West Ends | Arena Gardens, Toronto |

Im zweiten Spiel traf Owen Sounds Harold „Shrimp“ McDougall vier Mal für die Greys, einen weiteren Treffer für das Team erzielte Hillis „Paddy“ Paddon. Für die Port Arthur West Ends trafen Norman Friday, Cliff Barton und Cross. Die Verlängerung wurde nicht im Sudden-Death-Modus ausgetragen und dauerte zehn Minuten.
| 28. März 1927 | Owen Sound Greys | 5:3 n. V. (1:1, 1:0, 0:1, 3:1) | Port Arthur West Ends | Arena Gardens, Toronto Zuschauer: 8.000 |

## Memorial-Cup-Sieger
Die Mannschaft der Owen Sound Greys bestand aus den Spielern Johnny „Red“ Beattie, Benny Grant, John Grant, Martin Lauder, Jack Markle, Harold „Shrimp“ McDougall, Alvin Moore, Hillis „Paddy“ Paddon und H. Smith. Trainiert wurde die Mannschaft von Father J. Spratt und Bill Hancock. Manager des Teams war A. Bennett.